# Municipio de Joyfield
El municipio de Joyfield (en inglés: Joyfield Township) es un municipio ubicado en el condado de Benzie en el estado estadounidense de Míchigan. En el año 2010 tenía una población de 799 habitantes y una densidad poblacional de 15,44 personas por km².

## Geografía
El municipio de Joyfield se encuentra ubicado en las coordenadas 44°32′27″N 86°5′33″O / 44.54083, -86.09250. Según la Oficina del Censo de los Estados Unidos, el municipio tiene una superficie total de 51.75 km², de la cual 51,59 km² corresponden a tierra firme y (0,3 %) 0,16 km² es agua.

## Demografía
Según el censo de 2010, había 799 personas residiendo en el municipio de Joyfield. La densidad de población era de 15,44 hab./km². De los 799 habitantes, el municipio de Joyfield estaba compuesto por el 94,99 % blancos, el 0,63 % eran afroamericanos, el 1,38 % eran amerindios, el 0,25 % eran asiáticos, el 0,38 % eran de otras razas y el 2,38 % eran de una mezcla de razas. Del total de la población el 0,63 % eran hispanos o latinos de cualquier raza.